# مجله بررسی پرستاری در مراقبت‌های ویژه
مجله بررسی پرستاری در مراقبت‌های ویژه (به انگلیسی: AACN Nursing Scan in Critical Care) مجله ایست در زمینه پرستاری مراقبت‌های ویژه که توسط شرکت NURSECOM، برای انجمن پرستاران مراقبت‌های ویژه آمریکا منتشر می‌شود.